# Chi vuol essere milionario?
Chi vuol essere milionario? (pronúncia [ˈki vˌvwɔl ˈɛssere miljoˈnaːrjo]; Em português: Quem quer ser milionário?, originalmente chamado Chi vuol essere miliardario? (pronúncia [ˈki vˌvwɔl ˈɛssere miljarˈdaːrjo] ; Em português: Quem quer ser bilionário?), é um game show italiano baseado no formato original britânico de Quem Quer Ser Milionário? . O programa é apresentado por Gerry Scotti e transmitido pela emissora de TV italiana Canale 5.
Na versão original (Chi vuol essere miliardario?; 2000–2001), o objetivo principal do jogo era ganhar 1.000.000.000 de liras italianas, respondendo corretamente a 15 questões de múltipla escolha. Havia três "linhas de vida" - 50:50, Telefone para um Amigo e Pergunte ao Público. Se um competidor respondia à quinta pergunta corretamente, ele ganhava pelo menos ₤ 1.000.000. Se um competidor respondia à décima pergunta corretamente, ele ganhava pelo menos ₤ 32.000.000. Francesca Cinelli foi a única vencedora do show.
Em 2002, a moeda italiana passou a ser o euro, e assim o programa mudou seu nome para Chi vuol essere milionario?.
Em 2011, o Guinness World Records confirmou que Gerry Scotti foi quem mais apresentou um show no formato de Quem Quer Ser Milionário? formato (1.593, em 5 de maio de 2011).

## Os prêmios do jogo
- 1. pergunta • ₤ 100.000 (€ 51)
- 2. pergunta • ₤ 200.000 (€ 103)
- 3. pergunta • ₤ 300.000 (€ 154)
- 4. pergunta • ₤ 500.000 (€ 258)
- 5. pergunta • ₤ 1.000.000 (€ 516) (soma garantida)
- 6. pergunta • ₤ 2.000.000 (€ 1.032)
- 7. pergunta • ₤ 4.000.000 (€ 2.065)
- 8. pergunta • ₤ 8.000.000 (€ 4.131)
- 9. pergunta • ₤ 16.000.000 (€ 8.263)
- 10. pergunta • ₤ 32.000.000 (€ 16.526) (valor garantido)
- 11. pergunta • ₤ 64.000.000 (€ 33.053)
- 12. pergunta • ₤ 125.000.000 (€ 64.557)
- 13. pergunta • ₤ 250.000.000 (€ 129.114)
- 14. pergunta • ₤ 500.000.000 (€ 258.228)
- 15. pergunta • ₤ 1.000.000.000 (€ 516.456)

2002-2007
- 1. pergunta € 50
- 2. pergunta € 100
- 3. pergunta € 200
- 4. questão € 300
- 5. pergunta € 500 (soma garantida)
- 6. pergunta € 1.000
- 7. pergunta € 2.000
- 8. pergunta € 4.000
- 9. pergunta € 8.000
- 10. pergunta € 16.000 (soma garantida)
- 11. pergunta € 35.000
- 12. pergunta € 70.000
- 13. pergunta € 150.000
- 14. pergunta € 300.000
- 15 perguntas € 1.000.000

## A pergunta de um bilhão de liras de Francesca Cinelli
Legenda:
| • V: resposta removida usando "cinquenta e cinquenta" |
| • X: resposta correta escolhida                       |
| • S: escolha a resposta incorreta                     |
| • Z: resposta correta não escolhida                   |

- Francesca Cinelli - 18 de março de 2001[2]

| Se você fosse Albert King, qual seria sua profissão?                                                             |                              |
| • A: Escritor | • B: Jornalista de televisão |
| • C: <span id="mwyg" style="color:white;"><span id="mwyw" style="color:white">Piloto de Fórmula Um</span></span> | • D: Músico                  |